# Tragedia de Entre-os-Rios
La tragedia de Entre-os-Rios fue un desastre ocurrido el 4 de marzo de 2001, al hundirse parte del puente Hintze Ribeiro que conectaba a las localidades portuguesas de Castelo de Paiva y Eja sobre el río Duero. En total fallecieron 59 personas que iban en los vehículos hundidos —entre ellos un autobús turístico— debido al colapso de dos tramos de la carretera.

## Descripción del accidente

### Antecedentes
Inaugurado en 1887, el puente Hintze Ribeiro se había construido sobre el río Duero y conectaba las freguesias de Santa Maria de Sardoura (Castelo de Paiva) y Eja (Penafiel) —más conocida como Entre-os-Rios—, ambas a 38 km de Oporto. Se trataba de un puente en celosía de 336 metros de longitud y vía estrecha, apoyado en seis pilares de granito sobre ochenta metros de altura, que a lo largo de su vida útil había sido reformado en varias ocasiones. La plataforma era además la única conexión directa entre ambas ciudades con el área metropolitana de Oporto.
En la década de 1980, con el crecimiento demográfico del norte de Portugal y el aumento de tránsito, los pilares del puente Hintze Ribeiro empezaron a mostrar señales de desgaste. En un primer momento las autoridades portuguesas habían planteado una remodelación completa sobre la obra original, pero el ministerio de Obras Públicas tuvo que comprometerse a construir un nuevo puente en el 2000. La inversión no se llevó a cabo por cuestiones presupuestarias, así que el Hintze Ribeiro se mantuvo abierto. Dos meses antes de la tragedia, el 9 de enero del 2001, los vecinos de ambos municipios habían cortado la circulación de la carretera con una manifestación para reclamar mejoras en el transporte.

### Día del siniestro
La catástrofe se produjo el 4 de marzo de 2001, después de varios días de lluvia intensa que habían aumentado el caudal y la corriente del Duero. Alrededor de las 21:10 horas (UTC ±0), el cuarto pilar del puente cedió y se produjo el derrumbe parcial de dos tramos de la carretera. Con ellos se hundieron cuatro vehículos procedentes del tramo de Eja: tres automóviles y un autocar con más de cincuenta pasajeros que regresaban de una excursión turística. No hubo más vehículos involucrados porque los procedentes de Castelo de Paiva estaban esperando a que el autobús terminara su trayecto para poder pasar. Los servicios de emergencia llegaron a las 21:45 y dieron por hecho que todas las víctimas habían fallecido en el acto debido a la distancia de caída, los escombros y el caudal del río. La fuerte corriente debido al temporal imposibilitó cualquier labor de rescate inmediato. La población portuguesa no tuvo constancia de la magnitud de la tragedia hasta el día siguiente.
En el accidente murieron un total de 59 personas: 54 de Castelo de Paiva, dos de Cinfães, dos de Gondomar y uno de Penafiel. La mayoría de las víctimas se vieron arrastradas por la corriente y tan solo pudieron rescatarse 23 cadáveres, muchos de ellos en las costas de Galicia (España). El equipo de buceo de la Armada Portuguesa no pudo sacar el autobús del río hasta tres semanas después.

## Consecuencias

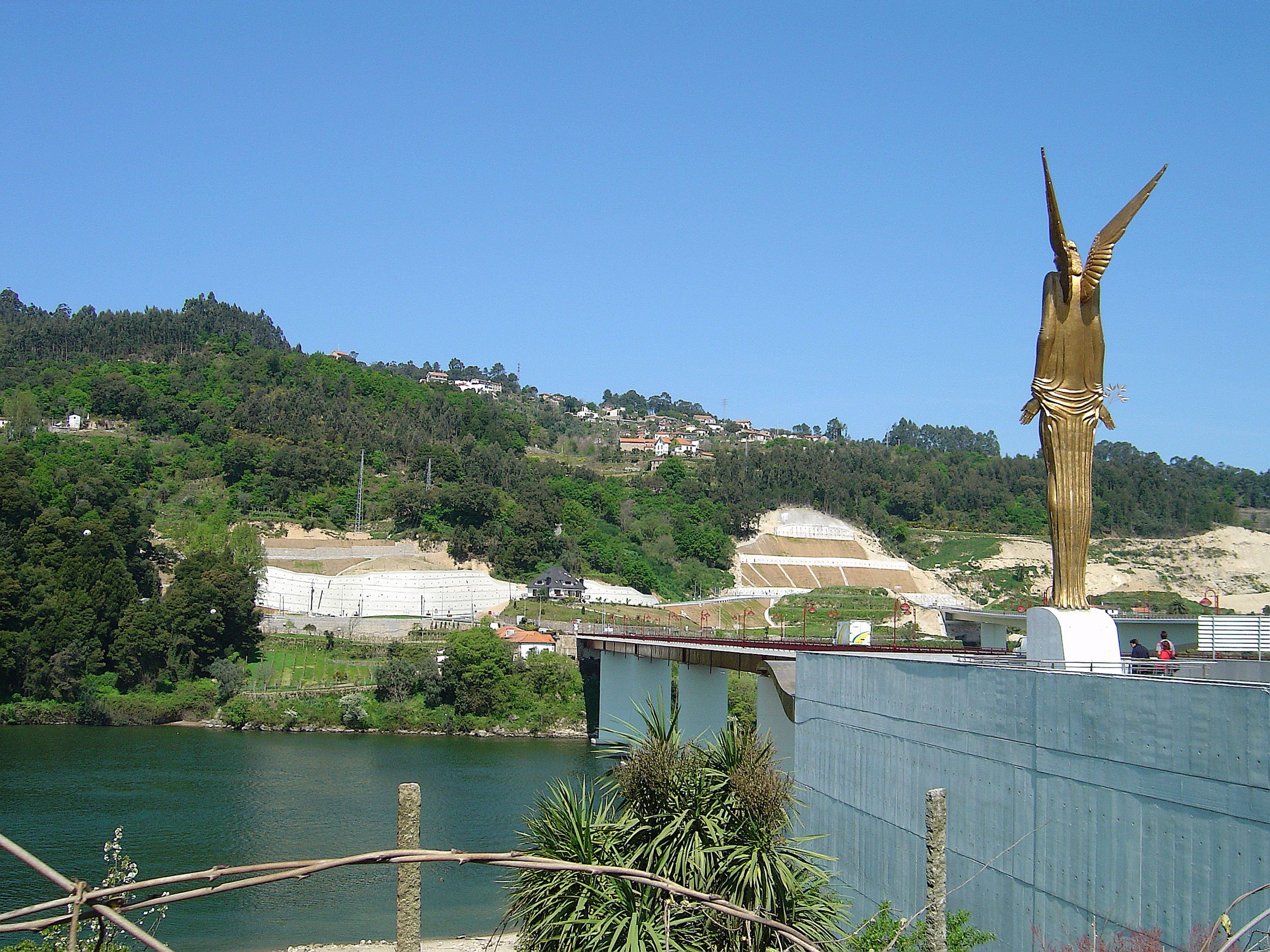
Memorial de la tragedia de Entre-os-Rios en Santa Maria de Sardoura.

La tragedia de Entre-os-Rios tuvo consecuencias políticas. Jorge Coelho, ministro de Obras Públicas en el gobierno de António Guterres, presentó su dimisión al día siguiente del accidente y ordenó la apertura de una comisión de investigación. La fiscalía portuguesa llevó a juicio a los peritos locales de la Junta de Carreteras, bajo una acusación de neglicencia, pero el Tribunal de Castelo de Paiva decretó su absolución en 2006 al considerar que habían actuado conforme a derecho. El estado asumió las costas judiciales de la asociación de víctimas.
El presidente portugués Jorge Sampaio decretó dos días de luto nacional, y el gobierno portugués se comprometió a acelerar la inversión con más de 90 millones de euros comprometidos para infraestructuras. Al haber colapsado el puente original, los vecinos de Castelo de Paiva se veían obligados a hacer una ruta alternativa de 70 km por carreteras secundarias para llegar a Oporto. Los restos del Hintze Ribeiro fueron demolidos y se ordenó la construcción de un nuevo puente con estructura reforzada, inaugurado en 2002. Sobre la entrada de la antigua pasarela se levantó un monumento a las víctimas de la tragedia.
La tragedia de Entre-os-Rios abrió un debate social sobre la desigualdad de infraestructuras entre las áreas metropolitanas más habitadas —Lisboa y Oporto— y el resto de Portugal continental.